# Peter Pišťanek
Peter Pišťanek, né le 28 avril 1960 à Devínska Nová Ves et mort le 22 mars 2015 à Bratislava,, est un écrivain slovaque.
Son premier roman, Rivers of Babylon fut publié en 1991. C'est pour la trilogie qu'il forme, traitant de Rácz, un gangster qui émerge en automne 1989 à la fin de l'ère communiste, que Pišťanek est le plus connu.

## Œuvres
- 1991 - Rivers of Babylon
- 1993 - Mladý Dônč
- 1994 - Rivers of Babylon 2 alebo Drevená dedina
- 1995 - Skazky o Vladovi pre veľkých a malých
- 1998 - Nové skazky o Vladovi pre malých i veľkých
- 1999 - Sekerou a nožom (écrit avec Dušan Taragel)
- 1999 - Rivers of Babylon 3 alebo Fredyho koniec
- 2002 - Posledné skazky o Vladovi
- 2003 - Recepty z rodinného archívu
- 2003 - Traktoristi a buzeranti
- 2006 - Živý oheň z vína